# Wyoming (Iowa)
Pour les articles homonymes, voir Wyoming (homonymie).
Wyoming est une ville du  comté de Jones, en Iowa, aux États-Unis. Elle est incorporée le 21 octobre 1873.

## Source de la traduction
- (en) Cet article est partiellement ou en totalité issu de l’article de Wikipédia en anglais intitulé « Wyoming, Iowa » (voir la liste des auteurs).